# Oracle Forms
Oracle Forms – narzędzie RAD (Rapid Application Development) stworzone przez Oracle, wspomagające programowanie w języku PL/SQL. Umożliwia szybkie tworzenie aplikacji z interfejsem użytkownika i dostępem do bazy danych Oracle.
Początkowo zostało zaprojektowane do pracy po stronie serwera na dowolnej platformie uniksowej, w późniejszym czasie zostało przeniesione na platformę Windows jako środowisko klient-serwer. Ostatnia wersja została przeniesiona na Javę i pracuje jako kontener Java EE, który może integrować się z Javą oraz usługami sieciowymi (web services).
Oracle Forms służy głównie do tworzenia systemów do wprowadzania danych (data entry systems) składowanych w bazie danych Oracle.
Oracle Forms jest częścią Oracle Developer Suite oraz Oracle Fusion Middleware.

## Opis działania
Oracle Forms po uzyskaniu dostępu do bazy danych Oracle jest w stanie wygenerować domyślny formularz przedstawiający dane. Źródło formularza (*.fmb) jest kompilowane do pliku wykonywalnego (*.fmx), który jest uruchamiany (interpretowany) przez moduł runtime.
Następnie możliwe jest umieszczenie na formularzu różnych elementów interfejsu użytkownika (GUI), takich jak przyciski, menu, paski przewijania, czy grafika – Oracle Forms udostępnia zestaw takich gotowych elementów.
Oracle Forms posiada wbudowane funkcje zwane wyzwalaczami (triggers), które w połączeniu z kodem PL/SQL reagują na zdarzenia wywoływane przez użytkownika. Wyzwalacze w Oracle Forms działają tak jak wyzwalacze z bazy danych, z tym że oprócz wyzwalaczy reagujących na pewne zdarzenia w tabeli bazy danych, istnieją wyzwalacze reagujące na zdarzenia wywoływane przez użytkownika na formularzu (np. wyzwalacz when-window-closed uruchomi wskazany kod w momencie zamknięcia przez użytkownika okna formularza). Za pomocą wyzwalaczy programista może wzmocnić reakcję formularza na dane działanie, bądź ją wygasić. Tworzenie aplikacji w Oracle Forms na ogół składa się z manipulacji wyzwalaczami, tak by zmienić domyślne zachowanie formularza.
Takie podejście umożliwia budowanie prostych aplikacji bez konieczności znajomości programowania. Znajomość języka PL/SQL pozwala jednak na tworzenie bardziej funkcjonalnych aplikacji manipulujących danymi z bazy Oracle.

## Aktualny status
Preferowanym przez Oracle podejściem do tworzenia nowych aplikacji jest wykorzystanie opartego na Javie frameworka Oracle Application Development lub Oracle APEX. Zgodnie z Oracle Lifetime Support Policy, od stycznia 2025 roku Premier Support dla Fusion Middleware 14c (14.1.x), obejmującego najnowszą wersję Oracle Forms, ma zakończyć się w grudniu 2029 roku. Następnie dostępne będzie Extended Support (wsparcie rozszerzone), które potrwa do grudnia 2032 roku. Możliwa jest także migracja z Oracle Forms do Oracle APEX w ramach ekosystemu Oracle, ponieważ obie technologie bazują na Oracle Database. Proces ten nie jest jednak automatyczny i wymaga odpowiedniego planowania, przebudowy aplikacji oraz dostosowania do architektury i funkcjonalności APEX. 